# Friedrich Benjamin Paul Loriol d’Anières
Friedrich Benjamin Paul Loriol d’Anières (* 1. Februar 1744 in Berlin; † 10. Dezember 1771 ebenda) war ein preußischer Jurist.

## Leben

### Familie
Friedrich Benjamin Paul Loriol d‘Anières war der Sohn des Predigers an der französischen Kirche in Berlin, Paul Loriol d‘Anières, und dessen Ehefrau Sophie Henriette Anne (geb. von Ludwig); sein Bruder war der General-Fiskal Johann Friedrich Benjamin d‘Anières (* 9. Dezember 1736 in Berlin; † 6. April 1803 ebenda).
Der Berliner Hofrat Friedrich Loriol d‘Anières war sein Großvater.

### Werdegang
Friedrich Benjamin Paul Loriol d‘Anières wurde im Elternhaus durch seinen Vater und Jean Henri Samuel Formey unterrichtet.
Am 7. Mai 1765 begann er mit einem Studium der Rechtswissenschaften an der Universität Halle und hörte Vorlesungen unter anderem bei Daniel Nettelbladt und Philipp Jakob Heisler; die Ausbildung beendete er mit seiner Promotion.
Nach dem Studium begann er seine Laufbahn im preußischen Justizdienst und war unter anderem in der Verwaltung des Großkanzlers Carl Joseph Maximilian von Fürst und Kupferberg tätig. Bereits am 17. November 1766 bat er darum, als Referendar beim Berliner Kammergericht angestellt zu werden und bestand die erste juristische Prüfung am 19. Januar 1767 erfolgreich, sodass er mit Reskript vom 22. Januar 1767 als Referendar angenommen und am 28. Januar des gleichen Jahres in das Kammergerichtskollegium eingeführt wurde.
Nachdem er am 31. Oktober 1767 das Große Examen nur mit einem mäßigen Ergebnis bestanden hatte, bestand er die Wiederholungsprüfung am 22. April 1769 mit Erfolg.
Seit dem 11. Februar 1770 war er als Kammergerichtsrat im ersten Senat des Kammergerichts in Berlin tätig und wurde am 7. März 1770 zum Rat mit Sitz und Stimme in das französische Obergericht der Französischen Kolonie berufen.